# 建始県
建始県（けんし-けん）は中華人民共和国湖北省恩施トゥチャ族ミャオ族自治州に位置する県。

## 行政区画
- 鎮:業州鎮、高坪鎮、紅岩寺鎮、景陽鎮、官店鎮、花坪鎮、長梁鎮
- 郷:茅田郷、竜坪郷、三里郷